# Ictinogomphus regisalberti
Ictinogomphus regisalberti – gatunek ważki z rodziny gadziogłówkowatych (Gomphidae).